# Camp de concentration de Potulitz
Le camp de concentration de Potulitz (en Allemand: UWZ Lager Lebrechtsdorf– Potulitz) était un camp de travail forcé construit par les Nazis durant la Seconde Guerre mondiale à Potulice près de Nakło sur le territoire de la Pologne occupée.
Depuis le début de la Seconde Guerre mondiale jusqu'en 1941, c'était un des sous-ensembles du camp de Stutthoff. On estime à 25 000 le nombre de prisonniers détenus à Potulice jusqu'en 1944. Le camp était connu pour la détention d'enfants polonais qui avaient subi des expérimentations.

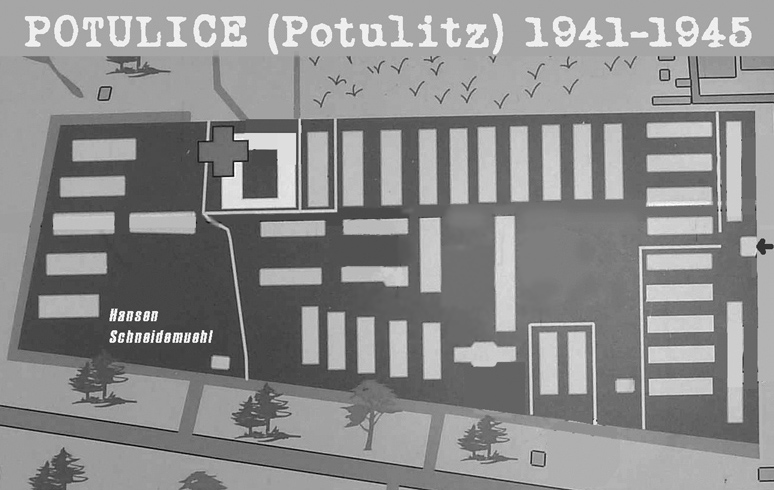
Plan du camp de Potulitz après l'expansion de 1941.